# Agathosma apiculata
Agathosma apiculata es una especie de arbusto perteneciente a la familia de las rutáceas. Se encuentra en los cerros arcillosos en Sudáfrica en Port Elizabeth y por el río Vanstaaden.

## Descripción
Es un arbusto que alcanza los 30-150 cm de altura, con ramitas suaves,  con hojas  pecioladas, ovadas, agudas en cada extremo,  glabras, con un nervio prominente, gibosa en la punta, con una sola hilera de glándulas en los nervios. Las inflorescencias en forma de umbelas con muchas flores, pedunculadas en una ramita muy corta; con pedicelos minuciosamente pubescentes, y 2 brácteas en la base. El fruto en forma de cápsulas sub-comprimidas, glabras y pubescentes en la parte superior,  con un cuerno corto.

## Taxonomía
Agathosma apiculata fue descrita por E.Mey. ex Bartl. & H.L.Wendl. y publicado en Beiträge zur Botanik 1: 176, en el año 1824.
Sinonimia
- Agathosma aristata C.Presl
- Barosma apiculata (G.Mey.) Eckl. & Zeyh.
- Diosma apiculata (G.Mey. ex Bartl. & Wendl.) Spreng.
- Hartogia apiculata Kuntze
- Hartogia leptospermoides Kuntze[4]